# Центральная епархия (УПЦК)
Центральная епа́рхия (англ. Central Eparchy) — епархия Украинской православной церкви в Канаде Константинопольского патриархата на территории канадских провинций Манитоба и Саскачеван.
Кафедральным собором Центральной епархии является собор Пресвятой Троицы в Виннипеге.

## История
Восточная епархия была основана в 1951 году.
Иерарх Центральной епархии Украинской православной церкви в Канаде носит титул архиепископа Виннипега и Центральной епархии и является предстоятелем УПЦК и митрополитом Канады. В настоящее время им является архиепископ Иларион (Рудник).

## Архиепископы Виннипега
Архиепископия Виннипега — Центральная епархия, кафедра Митрополита
- Иоанн (Теодорович) (1924—1946)
- Мстислав (Скрипник) (12 мая 1947 — 19 июня 1950)
- Поликарп (Сикорский) (15 июля 1950 — август 1951) в/у
- Иларион (Огиенко) (8 августа 1951 — 29 марта 1972)
- Михаил (Хороший) (весна 1972 — 2 июля 1975)
- Андрей (Метюк) (2 июля 1975 — 2 февраля 1985)
- Василий (Федак) (15 июля 1985 — 10 января 2005)
- Иоанн (Стинка) (25 июля 2005 — 14 июля 2010)
- Георгий (Калищук) (14 июля 2010 — 11 июля 2021)
- Иларион (Рудник) (11 июля 2021 — 22 июля 2022) в/у, еп. Эдмонтонский
- Иларион (Рудник) (с 22 июля 2022)

## Епископы Саскатунские, викарии Центральной епархии
- Борис (Яковкевич) (18 мая 1963 — 2 июля 1975)
- Николай (Дебрин) (21 декабря 1975 — 1978)
- Василий (Федак) (16 июля 1978 — 1981)
- Иоанн (Стинка) (1983—1984)
- Юрий (Калищук) (22 октября 1989 — 1995)
- Андрей (Пешко) (23 августа 2008 — февраль 2011)